# میشل پوفت
میشل پوفت (انگلیسی: Michel Poffet؛ زادهٔ ۲۴ اوت ۱۹۵۷) ورزشکار شمشیربازی اهل سوئیس است.
وی در مسابقات کشوری و بین‌المللی در مجموع برندهٔ ۱ مدال برنز شده‌است.